# Gruta Rei do Mato
A Gruta Rei do Mato é uma caverna que fica a 62 quilômetros de Belo Horizonte,  pela BR-040, junto ao trevo de acesso a Sete Lagoas.
Em 25 de agosto de 2009, pela Lei Estadual n° 18.348, tornou-se Monumento Natural Estadual Gruta Rei do Mato (MNEGRM), uma Unidade de Conservação de Proteção Integral com o objetivo proteger o sítio histórico Gruta Rei do Mato, seus ecossistemas cársticos, fauna e flora e valorizando os patrimônios espeleológicos, arqueológicos e paleontológicos.
O monumento tem 998 metros de extensão, dos quais 220 metros estão abertos à visitação pública. O desnível chega aos 31 metros, e possui quatro salões cujas pinturas rupestres, datam de seis mil anos e mostram predominância de figuras monocrômicas e de temática zoomórfica. Suas formações de estalagmite e estalactite, que são cilíndricas com o diâmetro de aproximadamente 20 cm e 12 pés (3.65 m) de altura, segundo os geólogos, são raras no mundo.
Além disso, há a estalagmite bebê, que é muito importante para a diversificação dos espeleotemas.
Ela contém três mil anos, mas tem apenas poucos centímetros.
Para uma estalagmite, ou estalactite crescer, ela precisará de várias e várias décadas, para que possa crescer 1cm³, (1 centímetro cúbico).
Ela é muito importante para essa gruta, pois ela apresenta o desenvolvimento de um estalactite ou estalagmite.
Formações, como essas devem ser preservadas.
Nenhuma gruta brasileira tem em seu interior formações como essas. Diversos órgãos governamentais, ligados ao meio ambiente, participaram do projeto de preservação e aproveitamento turístico da gruta. Projeto este que demorou mais de dois anos em sua execução. Foi um processo de urbanização e não, simplesmente um processo de acesso e iluminação. Os técnicos e cientistas que fizeram parte do projeto previram o que há de mais moderno em urbanização de grutas.
Na Grutinha, além de pinturas rupestres, feitas com sangue e gordura vegetal, foram encontradas soterradas, ferramentas indígenas petrificadas, em perfeito estado. Nela encontra-se, ainda, uma réplica, em resina, do Xenorhinotherium bahiensis - a macrauchenia ou macrauquênia - animal herbívoro que habitou Minas Gerais, Bahia e sul de São Paulo, há cerca de seis mil anos.
O nome do local, se deve ao fato de ter sido ela habitada por um homem de identidade ignorada,que por fazer um trajeto de ir à cidade todos os dias e atravessar pelo mato, recebeu o nome de Rei do Mato. Acredita-se que o Rei do Mato era possivelmente fugitivo da Revolução de 1930.